# Margot Eskens
Margot Eskens (Düren, 12 agosto 1936 – Carinzia, 29 luglio 2022) è stata una cantante e attrice tedesca.
Cantante in attività dalla metà degli anni cinquanta al 2011, conobbe il suo periodo di maggiore successo tra gli anni cinquanta e gli anni sessanta. Nel corso della sua ultracinquantennale carriera vendette circa 40 milioni di dischi. e duettò con importanti colleghi quali Peter Alexander, Will Brandes, René Carol, Silvio Francesco, Willy Hagara e Udo Jürgens.
Tra i suoi singoli di maggiore successo, figurano “Auch Matrosen haben Heimweh”, “Cindy, oh Cindy”, “Das geht nie mehr vorbei”, “Ich möchte heut ausgehn”, “Mamatschi”, “Ob in Bombay”, “ob in Rio”, “Tiritomba (Mandolinen und Gitarren)”, ecc.

## Biografia
Margot Eskens nacque a Düren il 12 agosto 1936.
Grazie al padre, Karl Eskens, che lavorava nell'intrattenimento, entrò ben presto in contatto con l'ambiente musicale e, dopo aver lavorato come aiutante in uno studio dentistico, nel 1954 ottenne il suo primo contratto discografico avendo vinto un concorso indetto dall'etichetta Polydor.
Pubblicò quindi nel 1954 assieme a Das Roland-Trio il singolo  Flieg, flieg, Leuchtkäfer flieg  e l'anno seguente il singolo Ich möchte heut ausgehn, che raggiunse il terzo posto delle classifiche in Germania. Successivamente incise il singolo Tiritomba (Mandolinen und Gitarren), che conquistò il primo posto delle classifiche in Germania, vendendo 800.000 copie, e il singolo Cindy, oh Cindy, altro disco finito sulla vetta della hit parade in Germania, e che ottenne anche il secondo posto in Belgio.
Nel 1961 fu nel cast del film bellico diretto da Harald Philipp Auf Wiedersehen, dove interpretò il ruolo di Anna Kuhlke. Il 5 maggio 1966 rappresentò il proprio Paese al Grand Prix Eurovision de la Chanson (l'attuale Eurovision Song Contest) con il brano Die Zeiger der Uhr, che si classificò al decimo posto.
Nel 2005, le venne assegnata la Stimmgabel di platino per i 50 anni di carriera.  Nel 2011, dopo la morte del marito, si ritirò dalle scene, dopodiché inizia a soffrire di demenza senile.
Margot Eskens morì in una casa di cura sul Wörthersee, in Austria, il 29 luglio 2022, alla soglia degli 86 anni.

## Discografia parziale

### Album
- 1960 – Margot Eskens
- 1964 – Serenade der Liebe
- 1987 – Dieses Gefühl
- 1990 – Such' mit mir die Zärtlichkeit
- 1993 – Auch Matrosen haben Heimweh
- 1993 – Cindy, oh Cindy
- 1996 – Seemannslieder
- 2006 – Herz ist Strumpf
- 2009 – Ich für Dich
- 2011 – Achterbahn der Liebe
- 2011 – Unvergessene Erfolge*
- 2011 – Margot Eskens

### Singoli
- 1954 –  Flieg, flieg, Leuchtkäfer flieg  (con Das Roland-Trio)
- 1955 –  Ich möchte heut ausgehn
- 1955 – Tiritomba (Mandolinen und Gitarren)
- 1956 – Cindy, oh Cindy
- 1957 – Auf ein Wiedersehen
- 1958 – Sterne der liebe (con René Carol)
- 1959 – Sag' nicht Addio zu mir
- 1961 – Du kommst von weit, weit her (Aloha Sunset Land)
- 1963 – Ob in Bombay, ob in Rio
- 1963 – Oh Smoky, Oh Smoky
- 1964 – Eine Reise in die Vergangenheit
- 1964 – Sole, Sole
- 1967 – Es war Liebe auf den ersten Blick
- 1968 – Wenn Zigeuner träumen
- 1969 – Zur Liebe gehören zwei
- 1971 – Zwei Herzen und eine Gitarre
- 1993 – Johnny, komm wieder nach Helgoland
- 1993 – Auch Matrosen haben Heimweh
- 1995 – Ich hab' Dich lieb
- 1997 – Denn es ist Weihnachtszeit

## Filmografia
- Frische Brise, regia di Ruprecht Essberger - film TV (1955)
- De Schlagertrommel - film TV (1960)
- Auf Wiedersehen, regia di Harald Philipp (1961)
- Betlehem 1963 - film TV (1963)
- Show hin - Schau her, regia di Harald Vock - film TV (1964)
- Mitternachtszauber, regia di Ralph Lothar - film TV (1964)
- Adieu 65: Hello 66, regia di Klaus Überall - film TV (1965)
- Modetänze - Modeschlager, regia di Tilo Philipp - film TV (1967)
- Immer wieder jung, regia di Kurt Ulrich - film TV (1968)
- Die Glückspirale, regia di Dieter Pröttel - film TV (1972)

## Premi e riconoscimenti
- 2005: Stimmgabel di platino per i 50 anni di carriera